# Aço de alta resistência e baixa liga
Aço de alta resistência e baixa liga (ARBL) é um tipo de liga de aço que proporciona melhores propriedades mecânicas, ou maior resistência à corrosão do que o aço ao carbono. Aços ARBL diferem de outros aços devido ao fato de que eles não são feitos para atender a uma composição química específica, mas sim a propriedades mecânicas específicas.
Também são conhecidos como Aços HSLA, sigla em inglês para high-strength, low-alloy que é diretamente traduzido para alta resistência e baixa liga

## Características

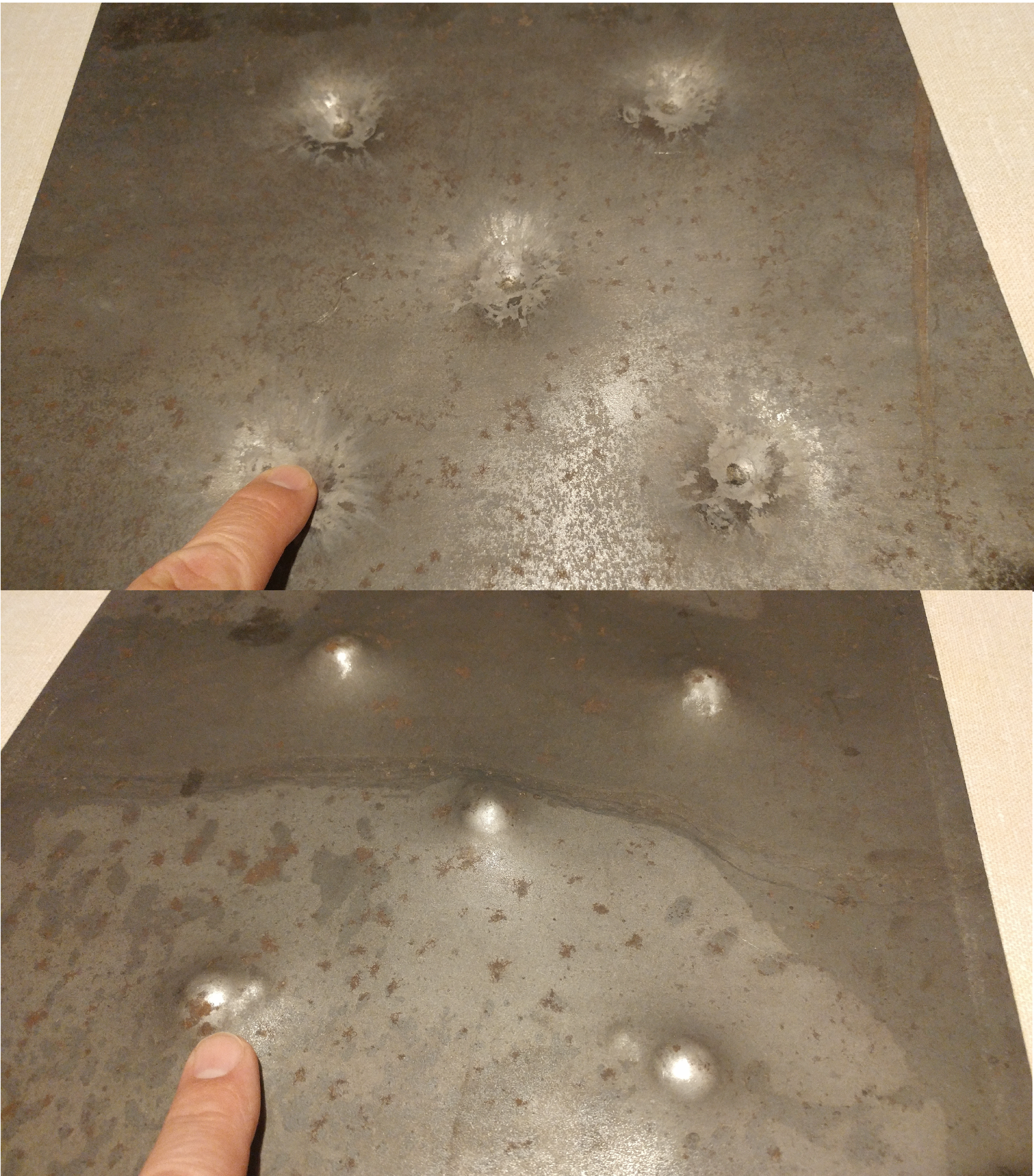
Placa de aço ARBL da marca Swebor, mostrando ambos os lados, após a deformação plástica ao ser atingida em um teste balístico. Nota: Quando exposto ao fogo, o aço primeiro se expande e, em seguida, perde a sua força, excedendo a temperatura crítica, a 538°C por ASTM E119, a menos que tratado para ser à prova de fogo.

Eles têm um teor de carbono entre 0,05% e 0,25% para reter a conformabilidade e soldabilidade. Outros elementos de liga incluir até 2,0% de manganês e pequenas quantidades de cobre, níquel, nióbio, nitrogênio, vanádio, cromo, molibdênio, titânio, cálcio, elementos de terras raras, ou de zircônio. Cobre, titânio, vanádio e nióbio são adicionados para fins de reforço. Estes elementos destinam-se a alterar a microestrutura de aços ao carbono, que é normalmente um agregado de ferrita e perlita, para produzir uma dispersão muito fina de carbetos metálicos na matriz de ferrita quase pura. Isso elimina o efeito de redução de resistência de uma fração volumétrica de perlita e ainda mantém e aumenta a força do material pelo refino do tamanho de grão, que, no caso de ferrita aumenta a tensão de escoamento em 50% para cada metade do diâmetro de grão médio. O Endurecimento por precipitação desempenha um papel pequeno, também. Seu limite de escoamento pode ser em qualquer valor entre 250 e 590 MPa. Por causa de sua maior força e tenacidade, aços ARBL geralmente requerem de 25% a 30% mais de energia para formar, em comparação com os aços ao carbono.
Elementos como o silício, cobre, níquel, cromo e fósforo são adicionados para aumentar a resistência à corrosão. Zircônio, cálcio e elementos de terras raras são adicionados para o controle da forma das inclusões de sulfeto, que aumenta a conformabilidade. Estes são necessários porque a maioria dos aços ARBL têm propriedades direcionalmente sensíveis. Formabilidade e resistência ao impacto pode variar significativamente quando testados longitudinalmente e transversalmente ao grão. Dobramentos que são paralelas ao grão longitudinal são mais propensos a quebrar em torno do contorno de grão, pois experiências cargas de tração. Esta característica direcional é substancialmente reduzida em aços ARBL que foram tratados para controle de forma de sulfeto.
Eles são usados em carros, caminhões, guindastes, pontes, montanhas-russas e outras estruturas que são projetados para lidar com grandes quantidades de estresse ou precisam de uma boa relação resistência-peso. Seções transversais e estruturas de aços ARBL são geralmente de 20 a 30% mais leves que as correspondentes de aço ao carbono com a mesma força.
Aços ARBL também são mais resistentes a oxidação que a maioria dos aços ao carbono por causa da sua falta de perlita.[carece de fontes?]

Aços ARBL geralmente têm densidades de cerca de 7800 kg/m³.
A armadura de placa é feita principalmente a partir de aços-liga, apesar de algumas armaduras civis contra armas pequenas agora serem feitas a partir de aços ARBL com extrema baixa temperatura de quenching.

## Classificações
- Aços Corten: Aços que possuem melhor resistência à corrosão. Um exemplo comum é o COR-TEN.
- Aços de laminação controlada: laminados a quente, aços que possuam uma estrutura austenítica altamente deformada que irá se transformar em ferrita equiaxial muito fina ao resfriar.
- Aços com perlita reduzida: aços de baixo teor de carbono que levam a pouca ou nenhuma perlita, mas sim uma matriz ferrítica de granulagem muito fina. Ele é endurecido por precipitação.
- Aços de ferrita acicular: Estes aços são caracterizados por uma estrutura de ferrita acicular muito fina e resistente, teor de carbono muito baixo e boa temperabilidade.
- Aços Bifásicos ou Dual-phase: Estes aços têm uma estrutura ferrítica que contém pequenas seções de martensita, uniformemente distribuída. Esta microestrutura dá aos aços um limite de escoamento baixo, alta taxa de endurecimento por deformação e boa conformabilidade.
- Aços microligados: aços que contêm pequenas adições de nióbio, vanádio e/ou titânio para obter um tamanho de grão refinado e/ou endurecimento por precipitação.

Um tipo comum de aço microligado é o ARBL com conformação melhorada. Ele tem uma força de rendimento até 80 000 psi (550 MPa) e custa apenas 24% a mais do que o aço A36 (36 000 psi (250 MPa)). Uma das desvantagens deste tipo de aço é que é de 30% a 40% menos dúctil. Nos EUA, estes aços são ditadas pela normas ASTM A1008/A1008M e A1011/A1011M para a lâminas de metal e A656/A656M para placas. Estes aços foram desenvolvidos para a indústria automotiva, para reduzir o peso sem perder a força. Exemplos de usos incluem membros do chassi, o suportes de reforços e de montagem, direção e peças de suspensão, para-choques e rodas.

## Tabelas SAE
A Sociedade de Engenheiros Automotivos (SAE) mantém padrões para açps ARBL, pois eles são frequentemente utilizados em aplicações automotivas.
| Grau | % De carbono (max.) | % De manganês (max.) | % De fósforo (max.) | % De enxofre (max.) | % De silício (max.) | Notas                                  |
| ---- | ------------------- | -------------------- | ------------------- | ------------------- | ------------------- | -------------------------------------- |
| 942X | 0.21                | 1.35                 | 0.04                | 0.05                | 0.90                | Nióbio ou vanádio tratados             |
| 945A | 0.15                | 1.00                 | 0.04                | 0.05                | 0.90                |                                        |
| 945C | 0.23                | 1.40                 | 0.04                | 0.05                | 0.90                |                                        |
| 945X | 0.22                | 1.35                 | 0.04                | 0.05                | 0.90                | Nióbio ou vanádio tratados             |
| 950A | 0.15                | 1.30                 | 0.04                | 0.05                | 0.90                |                                        |
| 950B | 0.22                | 1.30                 | 0.04                | 0.05                | 0.90                |                                        |
| 950C | 0.25                | 1.60                 | 0.04                | 0.05                | 0.90                |                                        |
| 950D | 0.15                | 1.00                 | 0.15                | 0.05                | 0.90                |                                        |
| 950X | 0.23                | 1.35                 | 0.04                | 0.05                | 0.90                | Nióbio ou vanádio tratados             |
| 955X | 0.25                | 1.35                 | 0.04                | 0.05                | 0.90                | Nióbio, vanádio ou nitrogênio tratados |
| 960X | 0.26                | 1.45                 | 0.04                | 0.05                | 0.90                | Nióbio, vanádio ou nitrogênio tratados |
| 965X | 0.26                | 1.45                 | 0.04                | 0.05                | 0.90                | Nióbio, vanádio ou nitrogênio tratados |
| 970X | 0.26                | 1.65                 | 0.04                | 0.05                | 0.90                | Nióbio, vanádio ou nitrogênio tratados |
| 980X | 0.26                | 1.65                 | 0.04                | 0.05                | 0.90                | Nióbio, vanádio ou nitrogênio tratados |

| Sigla         | Forma                                                | Tensão de escoamento (min) [psi (MPa)] | Resistência à tração máxima (min) [psi (MPa)] |
| ------------- | ---------------------------------------------------- | -------------------------------------- | --------------------------------------------- |
| 942X          | Chapas, perfis e barras de até 4''.                  | 42.000 (290)                           | 60.000 (414)                                  |
| 945A, C       | Folha e tira                                         | 45.000 (310)                           | 60.000 (414)                                  |
| 945A, C       | Placas, formas e barras:                             |                                        |                                               |
| 945A, C       | 0-0,5''.                                             | 45.000 (310)                           | 65.000 (448)                                  |
| 945A, C       | 0,5–1.5''.                                           | 42.000 (290)                           | 62.000 (427)                                  |
| 945A, C       | 1,5–3''.                                             | 40.000 (276)                           | 62.000 (427)                                  |
| 945X          | Lâmina, tira, chapas, perfis e barras de até 1.5''.  | 45.000 (310)                           | 60.000 (414)                                  |
| 950A, B, C, D | Lâmina e tira                                        | 50.000 (345)                           | 70.000 (483)                                  |
| 950A, B, C, D | Placas, formas e barras:                             |                                        |                                               |
| 950A, B, C, D | 0-0,5''.                                             | 50.000 (345)                           | 70.000 (483)                                  |
| 950A, B, C, D | 0,5–1,5''.                                           | 45.000 (310)                           | 67,000 (462)                                  |
| 950A, B, C, D | 1,5–3''.                                             | 42,000 (290)                           | 63.000 (434)                                  |
| 950X          | Lâmina, tira, chapas, perfis e barras de até 1,5''.  | 50.000 (345)                           | 65.000 (448)                                  |
| 955X          | Lâmina, tira, chapas, perfis e barras de até 1,5''.  | 55.000 (379)                           | 70.000 (483)                                  |
| 960X          | Lâmina, tira, chapas, perfis e barras de até 1,5''.  | 60.000 (414)                           | 75,000 (517)                                  |
| 965X          | Lâmina, tira, chapas, perfis e barras de até 0,75''. | 65.000 (448)                           | 80.000 (552)                                  |
| 970X          | Lâmina, tira, chapas, perfis e barras de até 0,75''. | 70.000 (483)                           | 85,000 (586)                                  |
| 980X          | Lâmina, tiras e placas até a 0,375''.                | 80.000 (552)                           | 95,000 (655)                                  |

| Classificação    | Soldabilidade    | Formabilidade    | Resistência |
| ---------------- | ---------------- | ---------------- | ----------- |
| Pior             | 980X             | 980X             | 980X        |
| 970X             | 970X             | 970X             |             |
| 965X             | 965X             | 965X             |             |
| 960X             | 960X             | 960X             |             |
| 955X, 950C, 942X | 955X             | 955X             |             |
| 945C             | 950C             | 945C, 950C, 942X |             |
| 950B, 950X       | 950D             | 945X, 950X       |             |
| 945X             | 950B, 950X, 942X | 950D             |             |
| 950D             | 945C, 945X       | 950B             |             |
| 950A             | 950A             | 950A             |             |
| Melhor           | 945A             | 945A             | 945A        |